# 大洋莖方頭魚
大洋莖方頭魚，為輻鰭魚綱刺尾鯛目弱棘魚科莖方頭魚屬的其中一種，分布於東太平洋區，從加拿大溫哥華島至秘魯海域，棲息深度10-91公尺，體長可達102公分，生活在岩石底質海域，為底棲性魚類，屬肉食性，可做為食用魚及遊釣魚。

## 擴展閱讀
維基物種上的相關：大洋莖方頭魚